# Colville Barclay

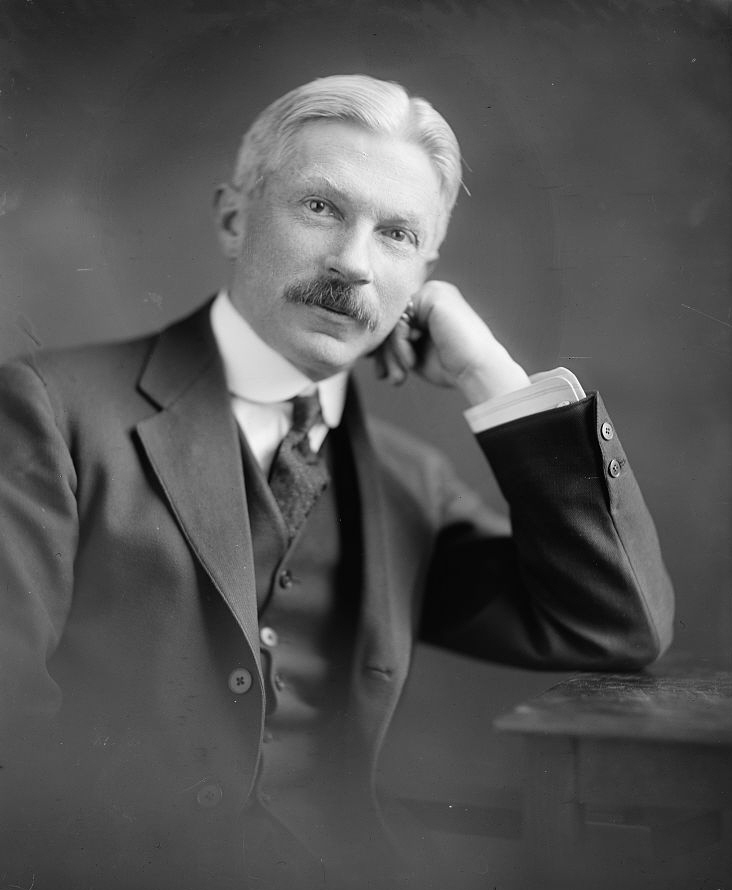
Sir Colville Barclay

Sir Colville Adrian de Rune Barclay, KCMG, CB, CBE, MVO, PC (* 17. September 1869; † 2. Juni 1929) war ein britischer Diplomat, der unter anderem von 1919 bis 1924 Gesandter in Schweden, zwischen 1924 und 1928 Gesandter in Ungarn sowie zuletzt von 1928 bis zu seinem Tode 1929 Botschafter in Portugal war.

## Leben
Colville Adrian de Rune Barclay war der dritte und jüngste Sohn des Kolonialbeamten Sir Colville Arthur Durell Barclay, 11. Baronet, of Pierston, (1829–1896) und dessen Ehefrau Louise Melanie de Belzim († 1930). Sein ältester Bruder war der Offizier der 19th Hussars, Captain Sir David Edward Durell Barclay (1858–1918), der 1896 beim Tod des Vaters den Titel als 12. Baronet erbte, während sein zweitältester Sir Robert Cecil de Belzim Barclay (1862–1930) beim Tod des älteren Bruders 1918 den Titel als 13. Baronet erbte. Er selbst trat am 4. April 1894 als Attaché in den Diplomatischen Dienst (Diplomatic Service) des Außenministeriums (Foreign Office) ein. Während seiner darauf folgenden Verwendungen wurde er am 1. August 1900 zum Zweiten Sekretär (Second Secretary) befördert und während seiner Tätigkeit als Zweiter Sekretär an der Botschaft in Frankreich am 2. Juni 1903 zum Member des Royal Victorian Order (MVO) ernannt. Am 1. August 1907 erfolgte seine Beförderung zum Ersten Sekretär (First Secretary).
Barclay fungierte zwischen 1913 und 1918 als Erster Sekretär an der Botschaft in den USA und wurde dort am 1. Oktober 1913 zum Botschaftsrat (Counsellor) ernannt. Für seine Verdienste erfolgte am 24. August 1917 seine Ernennung zum Commander des Order of the British Empire (CBE), woraufhin er zwischen 1918 und 1919 Gesandter an der Botschaft in den USA war. Dort erfolgte am 6. Juni 1919 auch seine Ernennung zum Companion des Order of the Bath (CB).
Als Nachfolger von Esmé Howard wurde Colville Barclay am 15. September 1919 Gesandter in Schweden und verblieb auf diesem Posten bis zu seiner Ablösung durch Sir Arthur Cuninghame Grant Duff 1924. Für seine Verdienste wurde er zum 2. Januar 1922 als Knight Commander des Order of St Michael and St George (KCMG) nobilitiert, wodurch er fortan das Prädikat „Sir“ führte. Am 28. Juni 1924 wurde er Gesandter in Ungarn und trat dort die Nachfolge von Sir Thomas Hohler an. Er verblieb auf diesem diplomatischen Posten in Budapest bis 1928 und wurde anschließend von Aretas Akers-Douglas, 2. Viscount Chilston abgelöst.
Zuletzt übernahm Sir Colville Barclay 1928 von Sir Lancelot Carnegie das Amt als Botschafter in Portugal und verblieb auf diesem Posten bis zu seinem Tode am 2. Juni 1929, woraufhin Sir Francis Oswald Lindley seine dortige Nachfolge antrat. Als Botschafter in Portugal wurde er zudem 1928 zum Mitglied des Geheimen Kronrates (Privy Council) ernannt.
Colville Adrian de Rune Barclay heiratete am 10. April 1912 Sarita Enriqueta Ward. Aus dieser Ehe gingen drei Söhne hervor, wobei der älteste Sohn, der spätere Diplomat, Seeoffizier, Maler und Botaniker Sir Colville Herbert Sanford Barclay (1913–2010), beim Tod seines kinderlos verstorbenen Onkels Sir Robert Cecil de Belzim Barclay, 13. Baronet, 1930 den Titel als 14. Baronet erbte. Die beiden jüngeren Söhne waren Cecil Edward Sanford Barclay (1914–2009) und Major Robert Charles Sanford Barclay (1918–2001). Nach dem Tod von Colville Barclay am 2. Juni 1929 heiratete seine Ehefrau Sarita Enriqueta Ward am 29. Juli 1931 in zweiter Ehe den Diplomaten Robert Gilbert Vansittart (1881–1957), der zwischen 1930 und 1938 als Ständiger Unterstaatssekretär höchster Beamter des Außenministeriums war und 1941 zum Baron Vansittart erhoben wurde.